# 古赛里达立
莫哈末古赛里·阿都达立（1961年1月20日—2020年7月15日），马来西亚政治人物，前霹雳州议会仕林州议员，国阵巫统党员。

## 生平
从2004年大选开始，连续4届代表国阵巫统上阵仕林州议席，并连续当选。

## 逝世
2020年7月15日下午2时30分，在打高尔夫球时突然昏倒，被送入彭亨文冬医院，下午4时15分逝世。葬于双溪美冷垦殖区伊斯兰墓园。